# Windmühlenstraße (Weimar)

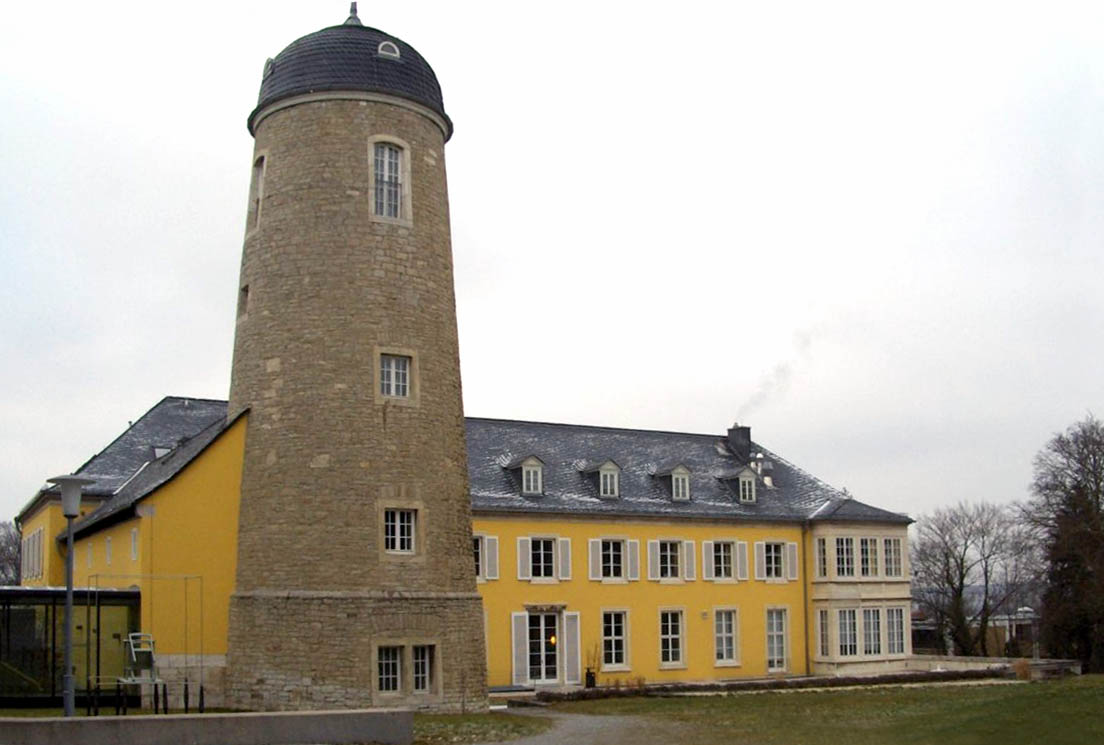
Villa Sauckel

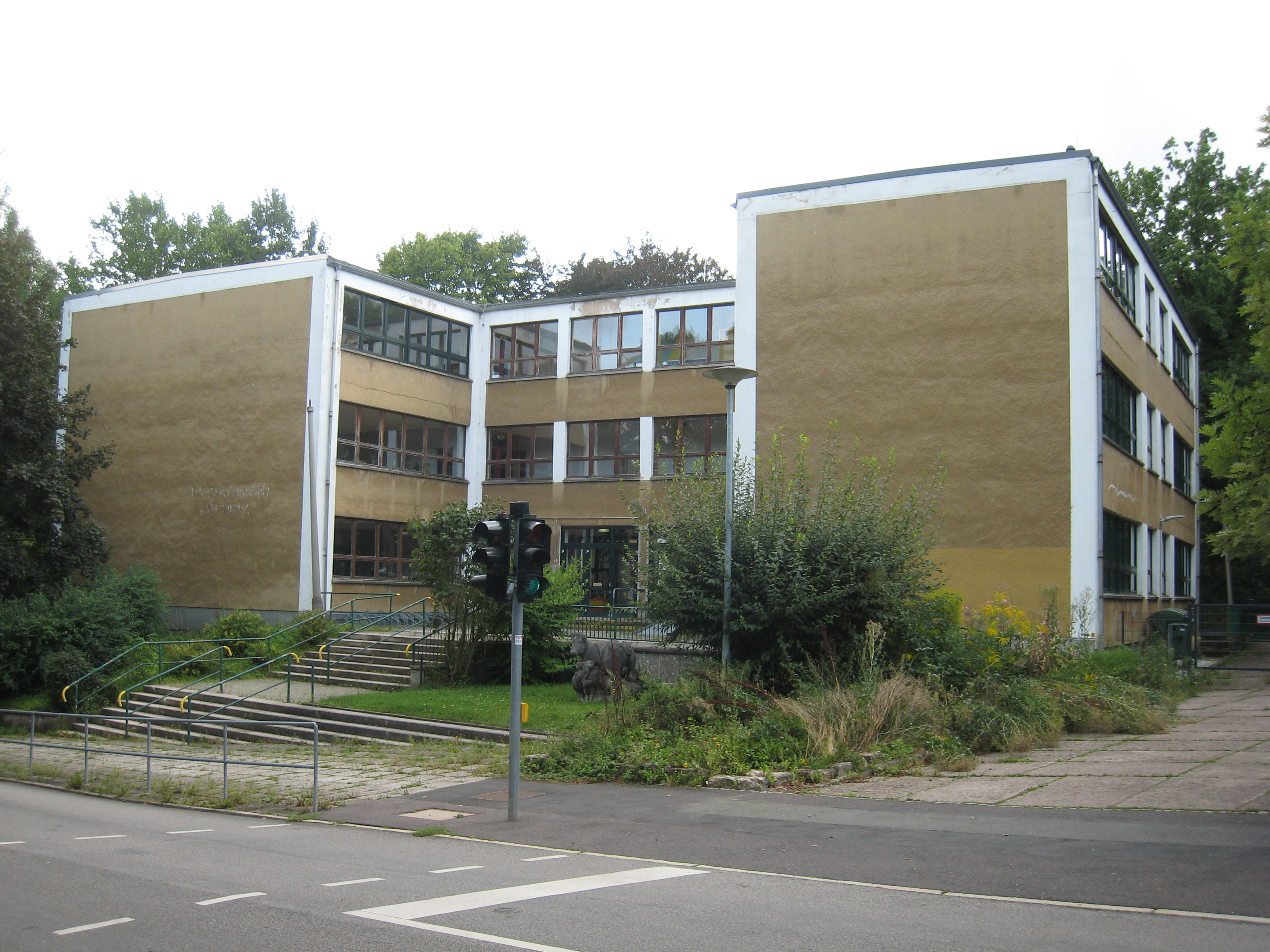
Altes Gebäude Diesterwegschule Weimar

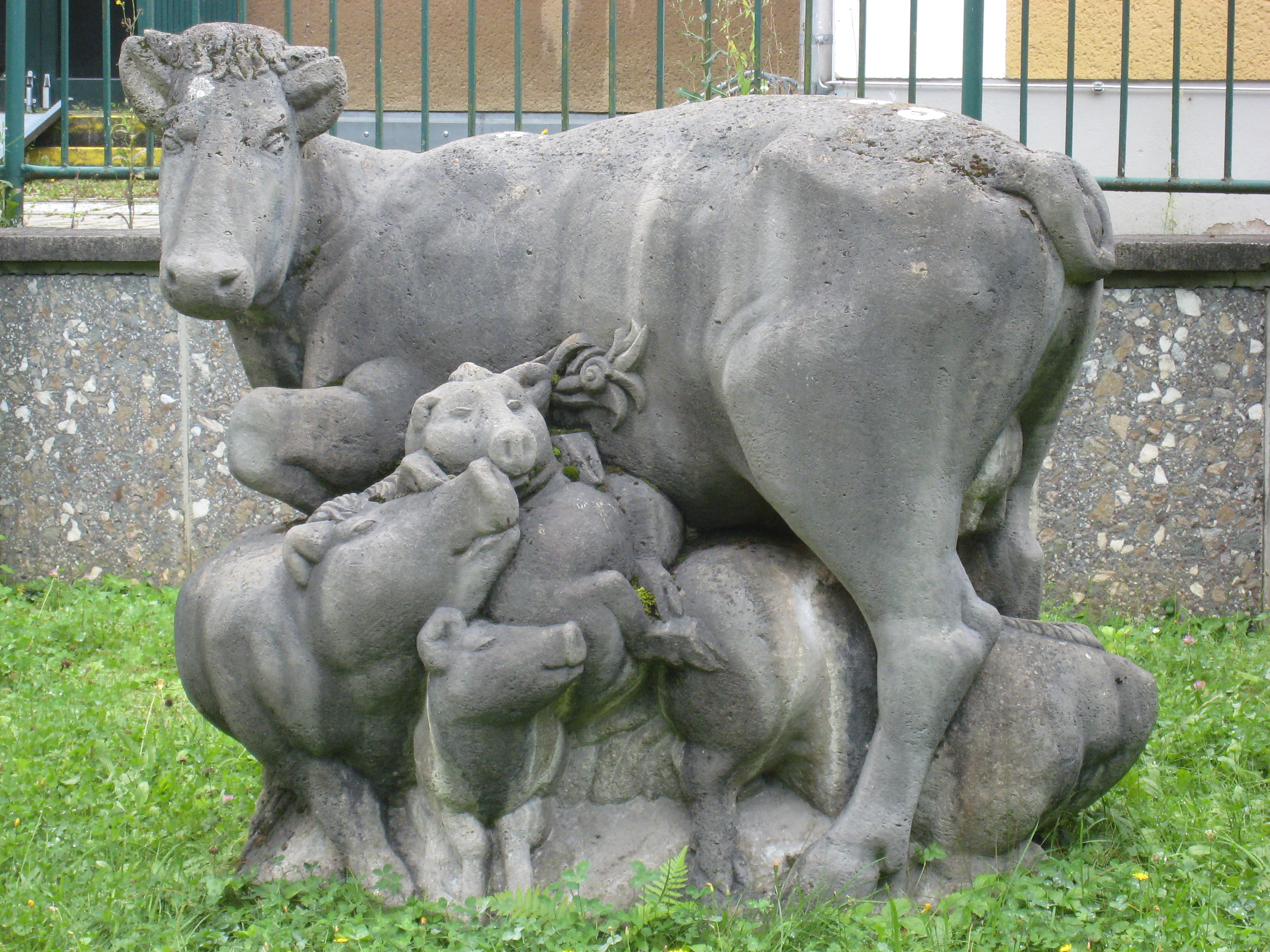
Streichelskulptur von Volker Stiefel

Die Windmühlenstraße in Weimar in der Siedlung Schönblick auf dem Gelmerodaer Berg, der ursprünglich Böckelsberg hieß, wurde nach einer noch vom Baukörper her erhaltene Holländerwindmühle benannt, die 1843 von Gottlieb Wilhelm Letsch errichtet wurde. Damit liegt ihre Entstehung im ursächlichen Zusammenhang. Sie wurde 1908 so benannt. Die Windmühle wurde in den Bereich der Villa Sauckel integriert. Die dazugehörenden Gebäude tragen die Hausnummern Windmühlenstraße 19/21. Die Villa Sauckel war Sitz des Thüringer Gauleiters Fritz Sauckel.
Die von der Gutenbergstraße in westliche Richtung abzweigende Straße steht mit einer Reihe von Gebäuden auf der Liste der Kulturdenkmale in Weimar (Einzeldenkmale). Außer der Villa Sauckel betrifft es u. a. die 1906 entstandene Villa Deinhardt in der Windmühlenstraße 16, die von Rudolf Zapfe für den Brauereibesitzer Robert Deinhardt entworfen wurde. In dieser befand sich zu DDR-Zeiten die Jugendherberge „Ernst Thälmann“. Gegenüber der Villa Sauckel stößt das Hasenwäldchen an die Windmühlenstraße. Im Bereich der südwestlichen Stadterweiterung steht zudem die Windmühlenstraße 2 und 4 auf der Liste der Kulturdenkmale in Weimar (Sachgesamtheiten und Ensembles). Bemerkenswert ist auch eine von Volker Stiefel geschaffene Streichelfigur vor dem alten Gebäude der Diesterwegschule in der Windmühlenstraße 17. In der Schwabestraße 2 und in der Windmühlenstraße 2 wohnte die Schauspielerin Emmy Sonnemann-Köstlin, die 1935 die Frau von Hermann Göring wurde.
Die Wohnanlage Windmühlenstraße 31/33 wird vom Studierendenwerk Thüringen betrieben. In der Windmühlenstraße 15 gibt es eine Kindertagesstätte. Das war das ehemalige Haus Selve. Die Windmühlenstraße 11 wurde 1912/13 als Villa Krehan errichtet.